# Beechcraft Model 18

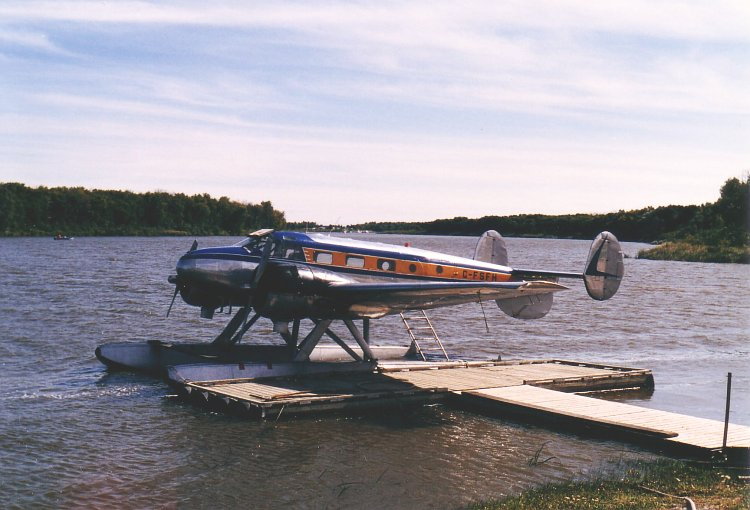
Beech 18 trang bị phao nổi tại Manitoba, 1986

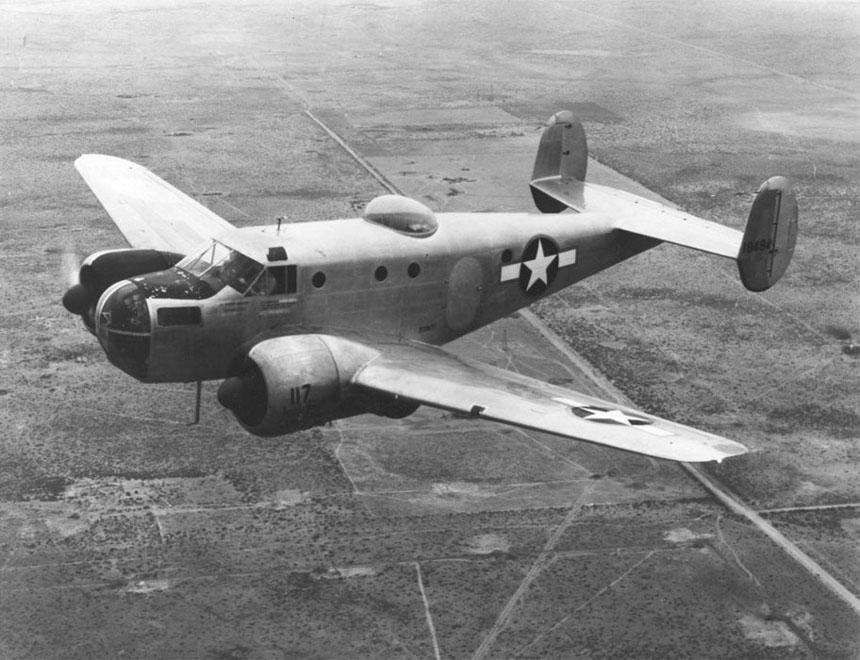
Beechcraft AT-11 bay trên vùng trời tây Texas, 1944.

Beechcraft Model 18, hay "Twin Beech", là một loại máy bay có 6-11 ghế, hai động cơ, cánh dưới, do hãng Beech Aircraft Corporation ở Wichita, Kansas chế tạo. Đây là mẫu máy bay đã tham gia trong và sau Chiến tranh thế giới II, có một số phiên bản cho Không quân Lục quân Hoa Kỳ (USAAF) như C-45 Expeditor, AT-7 Navigator, AT-11 Kansan; và cho Hải quân Hoa Kỳ (USN) như UC-45J Navigator và SNB-1 Kansan.

## Biến thể

### Các mẫu của hãng chế tạo

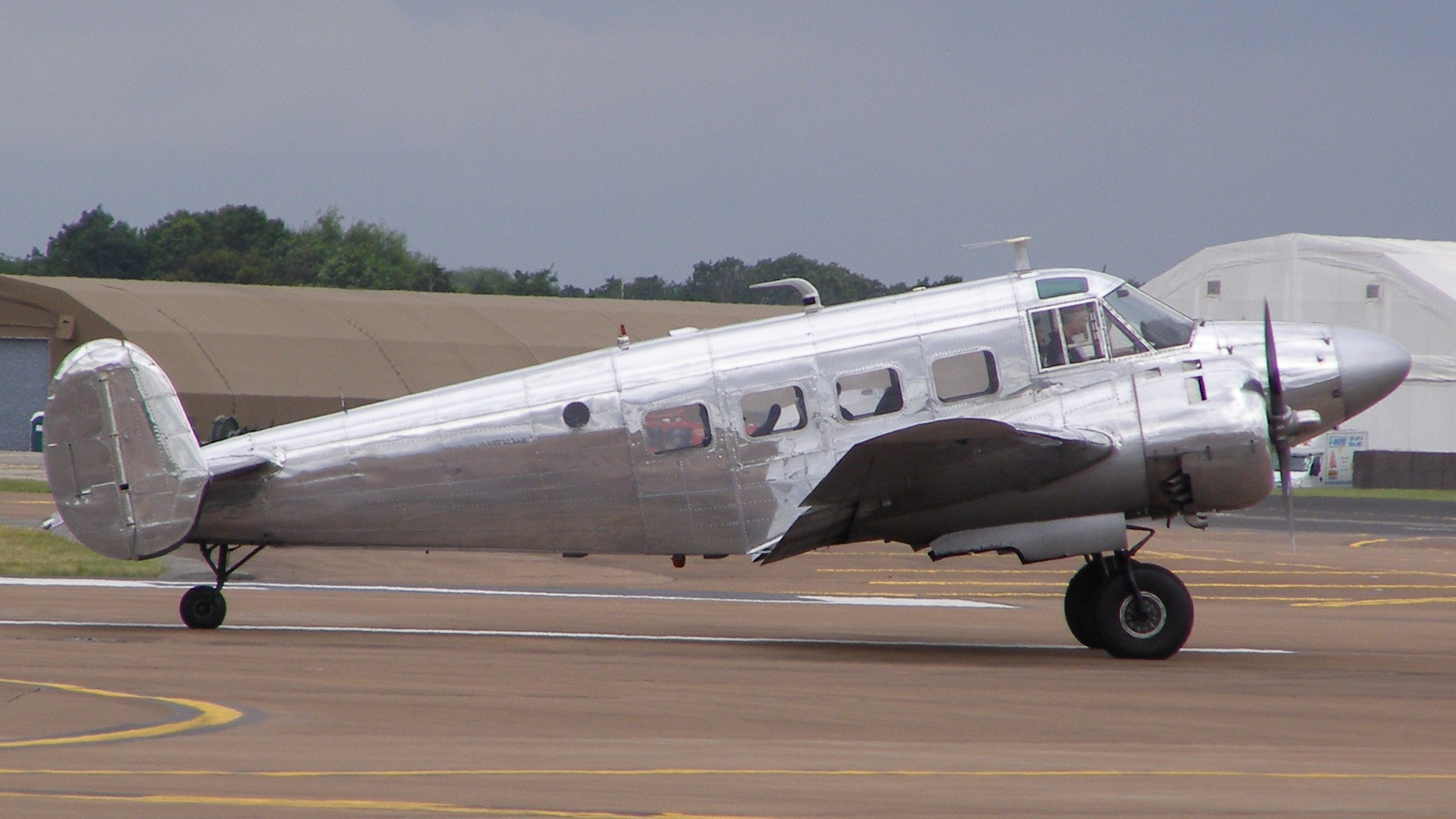
G18S bản chế tạo năm 1958, ảnh chụp năm 2011

Model 18A
- Model S18A

Model 18B
- Model S18B

Model 18D
- Model S18D

Model A18D
- Model SA18D

Model A18A
- Model SA18A

Model 18R
Model 18S
Model B18S
Model C18S
Model D18S
- 3N:
- 3NM:
- 3NMT:
- 3NMT (Special):
- 3TM:
- 3TM (Special):

Model D18C
Model E18S
Model E18S-9700
Model G18S
Model G18S-9150
Model H18

### Phiên bản quân sự

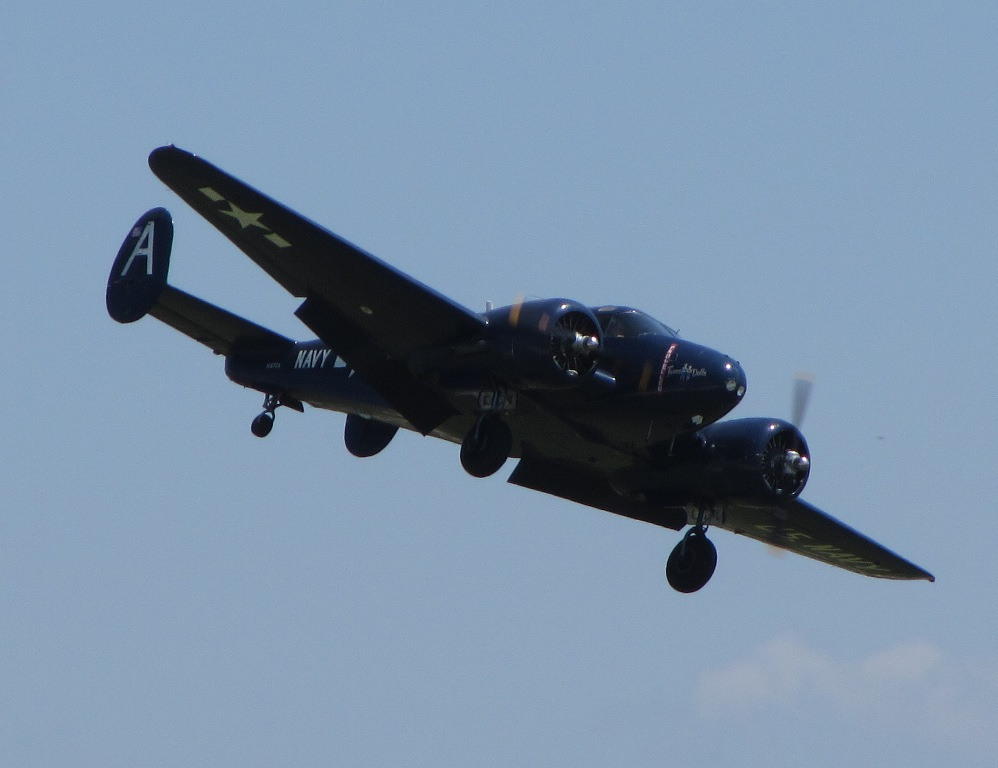
C-45 sơn biểu tượng của Hải quân Hoa Kỳ

C-45
C-45A
RC-45A
C-45B
- Expeditor I:

C-45C
C-45D
C-45E
C-45F
- Expeditor II:
- Expeditor III:

C-45G
TC-45G
C-45H
TC-45H
RC-45J
TC-45J
UC-45J
AT-7 Navigator
AT-7A
AT-7B
AT-7C
AT-11 Kansan
AT-11A
CQ-3
F-2
F-2A
F-2B
JRB-1
JRB-2
JRB-3
JRB-4
JRB-6
SNB-1
SNB-2
SNB-2C
SNB-2H
SNB-2P
SNB-3
SNB-3Q
SNB-5
SNB-5P

### Hoán cải
PAC Super 18S Tradewind
Hamilton HA-1
Hamilton Little Liner
Hamilton Westwind
Westwind II STD – 840hp Pratt & Whitney Canada PT6A.
Westwind III – 579hp P&W PT6-20 hoặc 630hp PT6-27 hoặc 630hp Lycoming LTS101.
Westwind IV – 570hp Lycoming LTP-101 hoặc 680hp P&W PT6-28 hoặc 750hp P&W PT6A-34 hoặc 1020hp P&W PT6A-45.
Volpar (Beechcraft) Model 18
Volpar Super Turbo 18
Volpar C-45G
Volpar Turboliner

## Quốc gia sử dụng

### Dân sự
Đến năm 2012, Beechcraft Model 18 vẫn được các hãng hàng không sử dụng rộng rãi.

### Quân sự
Argentina
- Không quân Hải quân Argentina

 Bolivia
- Không quân Bolivia

 Brasil
- Không quân Brasil

 Canada
- Không quân Hoàng gia Canada

 Chile
- Không quân Chile
- Lục quân Chile
- Hải quân Chile

 Đài Loan/ Đài Loan
 Colombia
- Không quân Colombia

 Costa Rica
 Bờ Biển Ngà
 Cộng hòa Dominica
 Ecuador
 El Salvador
 Pháp
- Không quân Pháp

 Guatemala
- Không quân Guatemala

 Honduras
- Không quân Honduras

 Indonesia
- Lục quân Indonesia
- Không quân Indonesia

 Iran
 Ý
 Nhật Bản
- Lực lượng Phòng vệ Biển Nhật Bản
- Cảnh sát biển Nhật Bản

 México
- Không quân Mexico

 Hà Lan
- Không quân Hoàng gia Hà Lan
- Không quân Hải quân Hà Lan

 Nicaragua
- Không quân Nicaragua

 Niger
- Không quân Niger

 Nigeria
 Paraguay
- Không quân Paraguay

 Perú
- Không quân Peru

 Philippines

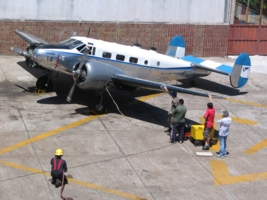
C-45 của Hải quân Argentina

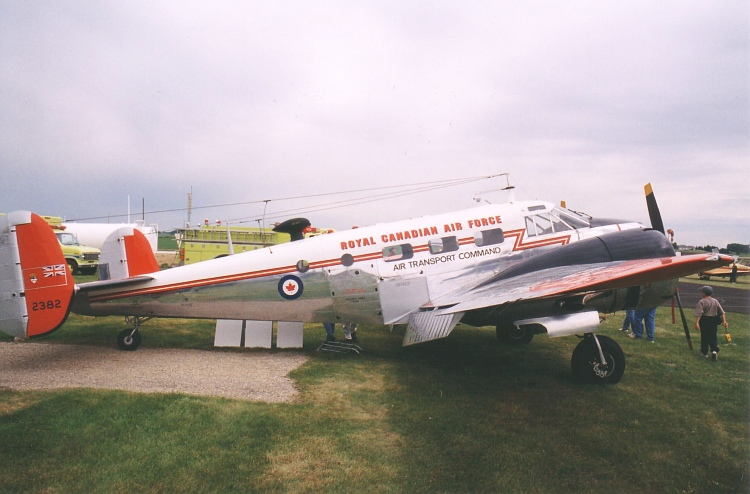
Beechcraft C-45 Expeditor sơn màu của Bộ chỉ huy không quân vận tải thuộc Không quân Hoàng gia Canada

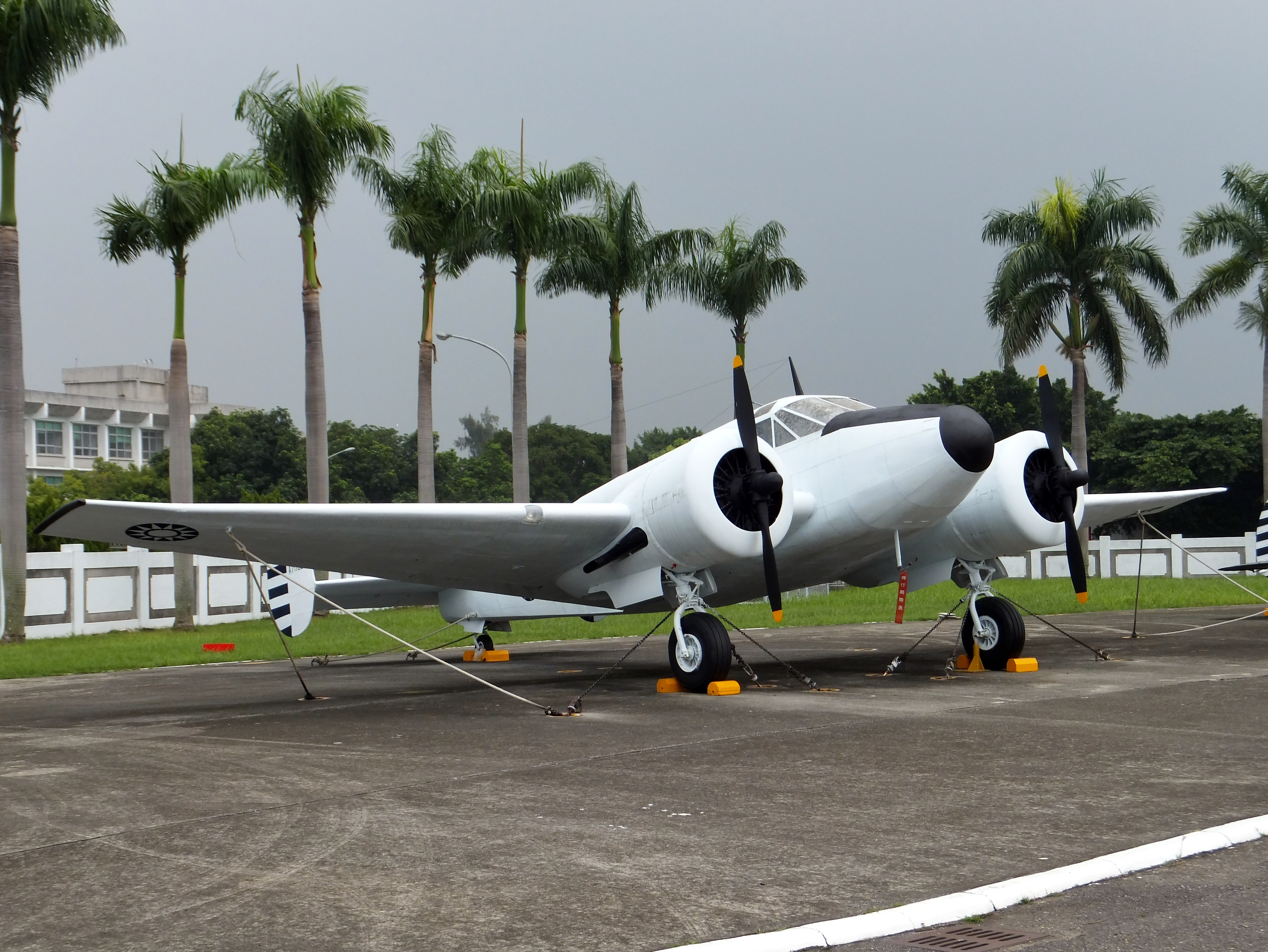
AT-11

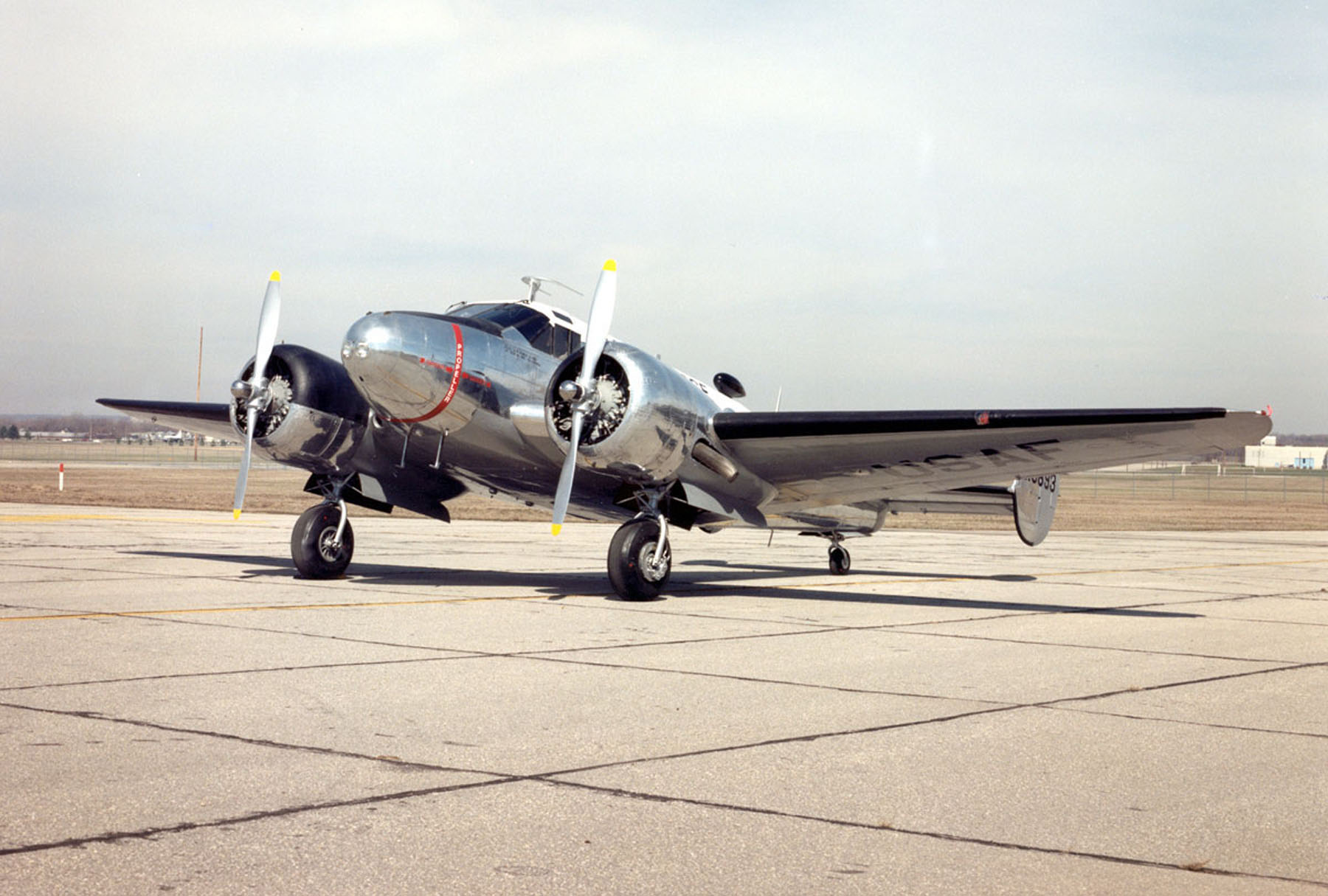
Beech 18/C-45 tại Bảo tàng Quốc gia Không quân Hoa Kỳ

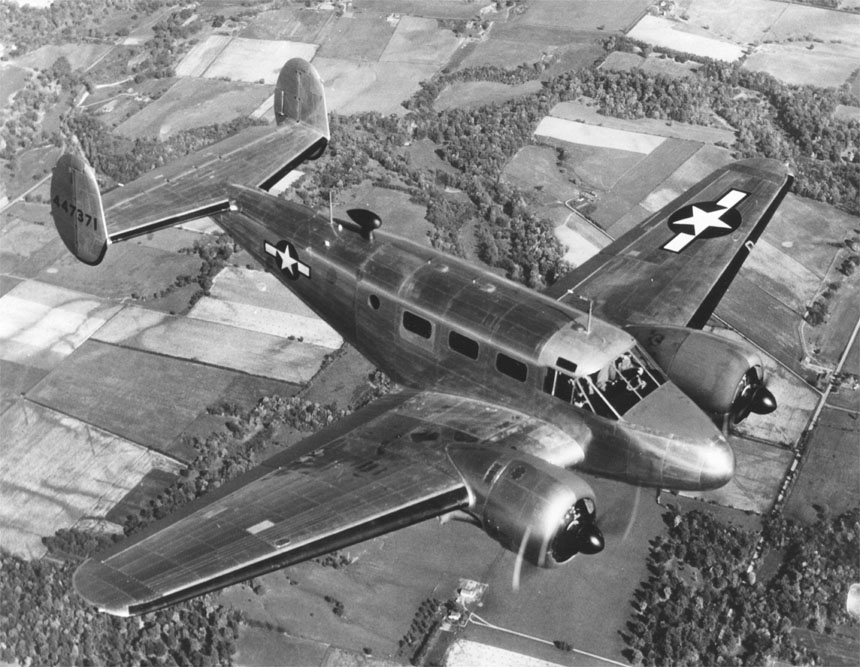
Beechcraft UC-45F.

- Quân đoàn Không quân Lục quân Philippine

 Bồ Đào Nha
- Forca Aerea Portuguesa

 Somalia
 Nam Phi
- Không quân Nam Phi

 South Vietnam
- Không lực Việt Nam Cộng hòa

 Việt Nam
- Không quân Nhân dân Việt Nam

 Tây Ban Nha
 Sri Lanka
- Không quân Sri Lanka

 Thụy Điển
- Không quân Hoàng gia Thụy Điển

 Thụy Sĩ
- Không quân Thụy Sĩ

 Thái Lan
- Không quân Hoàng gia Thái Lan

 Tonga
- Lực lượng Quốc phòng Tonga

 Thổ Nhĩ Kỳ
 Anh Quốc
- Không quân Hoàng gia
- Hải quân Hoàng gia – Không quân Hải quân Hoàng gia

 Hoa Kỳ
- Lục quân Hoa Kỳ
  - Quân đoàn Không quân Lục quân Hoa Kỳ
  - Không quân Lục quân Hoa Kỳ
- Không quân Hoa Kỳ
- Thủy quân lục chiến Hoa Kỳ
- Hải quân Hoa Kỳ

 Uruguay
 Venezuela
 Zaire

## Tính năng kỹ chiến thuật (UC-45 Expeditor)
Dữ liệu lấy từ Jane's Fighting Aircraft of World War II
Đặc điểm tổng quát
- Kíp lái: 2
- Sức chứa: 6 hành khách
- Chiều dài: 34 ft 2 in (10,41 m)
- Sải cánh: 47 ft 8 in (14,53 m)
- Chiều cao: 9 ft 8 in (2,95 m)
- Diện tích cánh: 349 ft² (32,4 m²)
- Trọng lượng rỗng: 6.175 lb (2.800 kg)
- Trọng lượng có tải: 7.500 lb (3.400 kg)
- Trọng lượng cất cánh tối đa: 8.727 lb (3.959 kg)
- Động cơ: 2 × Pratt & Whitney R-985-AN-1 "Wasp Junior", 450 hp (336 kW)  mỗi chiếc

 Hiệu suất bay 
- Vận tốc cực đại: 225 mph (195 knot, 360 km/h)
- Tầm bay: 1.200 mi (1.000 NM, 1.900 km) ở vận tốc 160 mph (260 km/h)
- Trần bay: 26.000 ft (7.930 m)
- Vận tốc lên cao: 1.850 ft/phút (9,4 m/s)